# Каленик (Видинская область)
Каленик (болг. Каленик) — село в Болгарии. Находится в Видинской области, входит в общину Видин. Население составляет 254 человека.

## Политическая ситуация
В местном кметстве Каленик, в состав которого входит Каленик, должность кмета (старосты) исполняет Илиян Ненчов Христов (Граждане за европейское развитие Болгарии (ГЕРБ)) по результатам выборов.
Кмет (мэр) общины Видин — Румен Ангелов Видов (Граждане за европейское развитие Болгарии (ГЕРБ)) по результатам выборов.